# Alborada (telenovela)
Alborada es una telenovela mexicana producida por Carla Estrada para la cadena Televisa bajo la dirección de Mónica Miguel y con una historia original de María Zarattini.
Fue una producción de época situada en los años del dominio español en México, haciendo referencia a hechos históricos como la Santa Inquisición. 
Estuvo protagonizada por Lucero y Fernando Colunga; con las participaciones antagónicas de Daniela Romo, Luis Roberto Guzmán, Mariana Garza, Vanessa Guzmán y Manuel Ojeda. También contó con las actuaciones estelares de Arturo Peniche, Ernesto Laguardia, Irán Castillo y Valentino Lanús.

## Sinopsis
La protagonista de Alborada es María Hipólita Díaz (Lucero), una joven mexicana que vive con su abuela, Carlota, en el pequeño poblado panameño de Santa Rita. La joven se ha criado lejos de su madre, Asunción (Olivia Bucio), a quien le quitaron su hija por haberla tenido sin haberse casado. A cambio de una buena cantidad de dinero ofrecida por doña Adelaida de Guzmán (Zully Montero), Hipólita se casa con Antonio de Guzmán (Arturo Peniche), hijo de doña Adelaida. Hipólita se casa con Antonio por amor, sin saber que su matrimonio fue acordado para acallar los rumores acerca de la hombría de aquel.
Tras la muerte de su abuela, Hipólita queda a merced de su suegra, quien la maltrata y humilla constantemente. Pasan los meses sin que la pareja haya consumado el matrimonio por la impotencia sexual de Antonio. Doña Adelaida presiona día y noche a su hijo para que consume el matrimonio con Hipólita y logre dejarla embarazada; no sólo para limpiar su reputación como hombre, sino también porque el tío de Antonio y hermano de su difunto padre le convertirá en su heredero si consigue engendrar un hijo varón.
Entra en escena Don Luis Manrique y Arellano (Fernando Colunga), un joven noble, nacido en el pueblo mexicano de Cuencas, y que es primo de Don Diego Arellano (Luis Roberto Guzmán), el conde de Guevara. Luis llega a Panamá a arreglar unos negocios de su primo sin sospechar que se trata de una trampa suya para matarlo. El joven es atacado por unos hombres pero logra huir; al no tener donde esconderse entra en la propiedad de doña Adelaida, quien lo manda apresar. La anciana observa en Luis cierto parecido físico con Antonio y le propone un trato: lo dejará ir a cambio de que se acueste con Hipólita e intente dejarla embarazada haciéndose pasar por Antonio. Luis no tiene más remedio que aceptar.
Luis se acuesta con Hipólita en la oscuridad y ésta, creyendo que se trata de su marido, lo recibe gozosamente, pero este se siente culpable por el engaño; impidiendo que ella vea su rostro, le explica el trato llevado a cabo entre él y su suegra, lo que por supuesto horroriza a Hipólita. Luis logra escapar de la casa y esa misma noche emprende el viaje de vuelta a México. Después de unas semanas, Hipólita se descubre embarazada del misterioso mexicano. El futuro bebé será indispensable para acallar los rumores acerca de la sexualidad de Antonio, quien acepta cuidar de un hijo ajeno, pero Hipólita escapa de su casa con su fiel criada Adalgisa (Beatriz Moreno); la joven da a luz a un bebé varón al que llama Rafael (Alexander Renaud) y lo hace pasar por el hijo de su criada. Después de tres años tratando de buscar a Hipólita sin éxito, doña Adelaida muere. 
El viaje de Hipólita termina en Cuencas, donde vive Luis con su familia, pero allí también vive Asunción con su marido, Francisco (Manuel Ojeda), y la hija de ambos, Catalina (Irán Castillo). Al llegar al pueblo, Hipólita se reencuentra con su madre y conoce a su hermana, pero también encuentra a Luis, quien está casado con Esperanza de Corsa (Mariana Garza), la cual no ha podido concebir un hijo. Sin embargo, la llegada de Hipólita hará surgir un profundo amor entre Luis y ella, aunque este amor será imposible no solo a causa de los matrimonios de ambos; otro gran obstáculo será la propia madre de Luis, Juana (Daniela Romo), que guarda un terrible secreto desde años atrás.

## Elenco
- Lucero - María Hipólita Díaz de Guzmán
- Fernando Colunga - Luis Manrique y Arellano
- Daniela Romo - Doña Juana Arellano vda. de Manrique
- Luis Roberto Guzmán - Diego Arellano y Mendoza, Conde de Guevara
- Arturo Peniche - Antonio de Guzmán y Pantoja
- Ernesto Laguardia - Cristóbal de Lara Montemayor y Robles
- Irán Castillo - Catalina Escobar Díaz Montero
- Valentino Lanús - Martín Alvarado
- Alejandro Tommasi - Felipe Alvarado Solares
- Manuel Ojeda - Don Francisco Escobar
- Olivia Bucio - Asunción Díaz Montero de Escobar
- Vanessa Guzmán - Perla López
- Mariana Karr - Isabel Manrique de Leiva
- Mariana Garza - Esperanza de Corsa de Manrique
- Beatriz Moreno - Adalgisa Sánchez ¨Ada¨
- María Rojo - Victoria Mancera y Oviedo vda. de Valdés
- Magda Guzmán - Sara de Oviedo ¨La Poderosa¨
- David Ostrosky - Agustín de Corsa
- Jan - Santiago de Corsa
- Marcelo Córdoba - Marcos López
- Carlos Girón - Cirilo
- Lucero Lander - Sor Teresa de Lara Montemayor y Robles
- Patricia Martínez - Carmela de Alvarado
- Mónica Miguel - Modesta
- Alexander Renaud - Rafael Luis Manrique y Arellano
- Arturo Vázquez - Ramón Fuentes
- Gilberto de Anda - Amílcares Gasca
- Rebeca Manríquez - Elvira Sandoval
- Analia del Mar - Mirtha
- Aurora Clavel - Cleotilde
- Gabriel de Cervantes - Lázaro
- José Luis Reséndez - Andrés Escobar y Fuenterilla
- Sherlyn - Marina Sandoval
- Zully Montero - Adelaida Pantoja vda. de Guzmán
- Robertha - Paula
- Rudy Casanova - Fermín
- Edgardo Eliezer - Vicente
- Archie Lafranco - Rodrigo de Rivera
- Christina Pastor - Eloísa Iturralde
- Lupita Lara - Rosario
- Isaura Espinoza - Eusebia
- Eduardo Liñán - Capitán Nicolás Pardo
- Adalberto Parra - Higinio
- Benjamín Pineda - Aurelio
- Rubén Cerda - Fray Gaspar
- Claudio Sorel - Epifanio
- Susana Lozano - Bernarda
- Alberto Chávez - Serafín
- Verónika con K - Carmó
- Ricardo Guerra - Domingo
- Justo Martínez González - Fray Álvaro D'Acosta
- Aarón Hernán - Regidor Don Anselmo Iturbe y Pedroza
- Rosa María Bianchi - Magdalena de Iturbe y Pedroza
- Raúl Valerio - Don Malaquías Apodaca
- Eugenio Cobo - Virrey de la nueva España
- Nelly Horsman - Madre Tornera
- Antonio Medellín - Fray Pablo
- Humberto Dupeyrón - Don Próspero de Guzmán
- Mario Iván Martínez - Cantante en el burdel
- Magda Karina - Sara de Oviedo (joven)
- Roberto Espriú - Don Ignacio de Huesca
- Julio Monterde - Arzobispo
- Joana Brito - Casera
- Amparo Garrido - Empleadora de Hipólita
- María Dolores Oliva - María
- Benjamín Islas - Eliseo Ulloa
- Ana Lilia Tovar - Inés
- Ernesto Ricaud - Secretario de Fray Álvaro
- Yolanda Ciani - Doña Engracia
- Enrique del Olmo - Cura
- René Franco - Empleador de Martín
- Sara Monar
- Rocío Yaber
- Amelia Zapata - Nana
- Montserrat Hogaza - Hija de Diego
- Sofía Domblide - Hija de Diego
- Alyosha Barreiro - Próspero de Guzmán (joven)
- Alondra - Cantante Alondra
- Catalina Carrasco - Ella misma
- Fernando Lima - Tenor en la boda de Diego

## Equipo de producción
- Historia original: María Zarattini
- Co-adaptación: Guenia Argomedo
- Variaciones musicales: Eduardo Magallanes
- Tema Alborada: Jorge Avendaño
- Intérprete: Plácido Domingo
- Edición literaria: Edwin Valencia
- Escenografía: Ricardo Navarrete, Antonio García
- Diseño de vestuario: Silvia Terán, Cecilia García Molinero, Rossana Martínez, Pablo Montes, Martha Betancourt, Cielo Espinoza
- Ambientación: Esperanza Carmona, Lizbeth Silva
- Musicalización: Jesús Blanco
- Gerente de producción: Graciela Valdivia
- Coordinador de producción: Lili Moyers
- Editores: Juan José Franco, Luis Horacio Valdés
- Productor adjunto: Guillermo Gutiérrez
- Productor asociado: Arturo Lorca
- Directores de cámaras en locación: Bernardo Nájera, Carlos Sánchez Ross
- Directores adjuntos en locación: Sergio Quintero, Jorge Édgar Ramírez
- Director de cámaras: Alejandro Frutos
- Directora de escena: Mónica Miguel
- Productora ejecutiva: Carla Estrada

## Premios y nominaciones

### Premios TVyNovelas 2006
| Categoría                                | Persona             | Resultado |
| ---------------------------------------- | ------------------- | --------- |
| Mejor telenovela                         | Carla Estrada       | Ganadora  |
| Mejor actriz protagónica                 | Lucero              | Ganadora  |
| Mejor actor protagónico                  | Fernando Colunga    | Ganador   |
| Mejor actriz antagónica                  | Daniela Romo        | Ganadora  |
| Mejor actor antagónico                   | Luis Roberto Guzmán | Nominado  |
| Mejor primer actor                       | Manuel Ojeda        | Ganador   |
| Mejor actriz de reparto                  | Mariana Karr        | Ganadora  |
| Mejor actor de reparto                   | Ernesto Laguardia   | Ganador   |
| Mejor actuación juvenil estelar femenina | Sherlyn             | Nominada  |
| Mejor dirección de escena                | Mónica Miguel       | Nominada  |
| Mejor tema musical                       | Plácido Domingo     | Nominado  |

### Premios Bravo
| Año  | Categoría                     | Persona          | Resultado |
| ---- | ----------------------------- | ---------------- | --------- |
| 2006 | Mejor telenovela              | Carla Estrada    | Ganadora  |
| 2006 | Mejor actriz protagónica      | Lucero           | Ganadora  |
| 2006 | Mejor actor protagónico       | Fernando Colunga | Ganador   |
| 2006 | Mejor actriz antagónica       | Daniela Romo     | Ganadora  |
| 2006 | Mejor actriz genérica         | Mariana Karr     | Ganadora  |
| 2006 | Mejor primera actriz genérica | Mónica Miguel    | Ganadora  |
| 2006 | Mejor primer actor genérico   | Manuel Ojeda     | Ganador   |

### Premios EmmyLatinos
| Año  | Categoría                | Persona | Resultado |
| ---- | ------------------------ | ------- | --------- |
| 2006 | Mejor actriz protagónica | Lucero  | Ganadora  |

### Premios ACE
| Año  | Categoría                          | Persona          | Resultado |
| ---- | ---------------------------------- | ---------------- | --------- |
| 2006 | Mejor actor de televisión escénica | Fernando Colunga | Ganador   |

### Premios Palmas de Oro
| Año  | Categoría        | Persona       | Resultado |
| ---- | ---------------- | ------------- | --------- |
| 2006 | Mejor telenovela | Carla Estrada | Ganadora  |

### Premios Califa de Oro
| Año  | Categoría          | Nominado (a)    | Resultado |
| ---- | ------------------ | --------------- | --------- |
| 2006 | Destaca Actuación  | Maria Rojo      | Ganadora  |
| 2006 | Destaca Actuación  | Sherlyn         | Ganadora  |
| 2006 | Destaca Actuación  | Manuel Ojeda    | Ganador   |
| 2006 | Destaca Actuación  | Valentino Lanus | Ganador   |
| 2006 | Destaca Producción | Carla Estrada   | Ganadora  |

### TV Adicto Golden Awards
| Año  | Categoría                        | Nominados       | Resultado |
| ---- | -------------------------------- | --------------- | --------- |
| 2007 | Mejor vestuario                  | Carla Estrada   | Ganadora  |
| 2007 | Mejor canción                    | Plácido Domingo | Ganador   |
| 2007 | Mejor actriz en papel secundario | Mariana Garza   | Ganadora  |
| 2007 | Mejor actuación especial         | Zully Montero   | Ganadora  |
| 2007 | Mejor protagonista femenina      | Lucero          | Ganadora  |
| 2007 | Mejor historia original          | María Zarattini | Ganadora  |
| 2007 | Mejor Producción                 | Carla Estrada   | Ganadora  |

## Banda sonora

### Alborada: Plácido Domingo
1. Alborada
2. Adalgisa
3. Tres veces te amo (I Love You Thrice)
4. Así (Thus)
5. Catalina y Cristóbal
6. Aquellos ojos verdes (Green Eyes)
7. Quiéreme mucho (Love Me Greatly)
8. Romance alegre (Alborada)
9. Paloma querida
10. Cuando salga la luna
11. Ayúdame, Dios mío (Help Me, My God)
12. El sueño de Martín
13. Alma latina (Latin Soul)
14. Mía
15. Romance de Hipólita y Luis (Alborada)